# 石矾塔
石矾塔，位于中国福建省云霄县东厦镇湖丘村，是福建省唯一一座海中塔。现为省级文物保护单位。
石矾塔始建于清康熙九年，嘉庆十九年（1814年），云霄厅同知薛凝度募资重建，题字“斯文永昌”。2009年11月16日公布为第七批福建省文物保护单位。
2019年，该塔进行了夜景亮化工程，由岛上的太阳能电池板和蓄电池供电。该塔附近有2019年建成的漳江湾特大桥。